# Chondrorhyncha
Chondrorhyncha – rodzaj roślin z rodziny storczykowatych (Orchidaceae). Obejmuje 5 gatunków występujących w Ameryce Południowej w Kolumbii, Ekwadorze, Wenezueli.

## Systematyka
Rodzaj sklasyfikowany do podplemienia Zygopetalinae w plemieniu Cymbidieae, podrodzina epidendronowe (Epidendroideae), rodzina storczykowate (Orchidaceae), rząd szparagowce (Asparagales) w obrębie roślin jednoliściennych.
Wykaz gatunków
- Chondrorhyncha hirtzii Dodson
- Chondrorhyncha inedita Dressler & Dalström
- Chondrorhyncha macronyx Kraenzl.
- Chondrorhyncha rosea Lindl.
- Chondrorhyncha suarezii Dodson